# LDU Loja
Liga Deportiva Universitaria de Loja, även LDU Loja, är en fotbollsklubb från staden Loja i Ecuador. Klubben grundades den 26 november 1979. Klubben främsta rivaler är Club Deportivo Cuenca, mot vilka man spelar fotbollsderbyt Clásico del Sur (svenska: ungefär "söderderbyt"). LDU Loja spelar på Estadio Federativo Reina del Cisne som invigdes 7 september 1980 och tar 14 935 åskådare. LDU Loja gjorde sin debut i Ecuadors högsta division säsongen 2005, där klubben dock åkte ur direkt, men återvände senare säsongen 2011. 2012 kom klubben tvåa i "Primera Etapa" (svenska: "första etappen") av den högsta divisionen, vilket gjorde att klubben kvalificerade sig för Copa Sudamericana 2012, där man slogs ut i åttondelsfinal efter förlust mot blivande mästarna São Paulo från Brasilien. Efter att ha kommit fyra i totaltabellen av säsongen 2012 kvalificerade sig klubben även till Copa Sudamericana 2013, som alltså blir det andra deltagandet i turneringen.